# Sant'Agata Feltria
Sant'Agata Feltria (Sant'Êgta in romagnolo) è un comune italiano di 1 977 abitanti della provincia di Rimini in Emilia-Romagna, situato a sud-ovest del capoluogo. È il secondo comune più grande della provincia. Fa parte della regione storico-geografica del Montefeltro.
Il 4 settembre 2007 è stato riconosciuto come comune onorario dell'allora provincia di Genova, in virtù dei legami storici, economici e culturali con il capoluogo ligure.
Ha ricevuto il riconoscimento della bandiera arancione del Touring Club Italiano.

## Geografia fisica

### Clima
| Sant'Agata Feltria  | Mesi | Mesi | Mesi | Mesi | Mesi | Mesi | Mesi | Mesi | Mesi | Mesi | Mesi | Mesi | Stagioni | Stagioni | Stagioni | Stagioni | Anno |
| Sant'Agata Feltria  | Gen  | Feb  | Mar  | Apr  | Mag  | Giu  | Lug  | Ago  | Set  | Ott  | Nov  | Dic  | Inv      | Pri      | Est      | Aut      | Anno |
| ------------------- | ---- | ---- | ---- | ---- | ---- | ---- | ---- | ---- | ---- | ---- | ---- | ---- | -------- | -------- | -------- | -------- | ---- |
| T. max. media (°C)  | 5,3  | 7,1  | 9,7  | 13,8 | 19,0 | 22,9 | 26,1 | 25,8 | 21,9 | 16,1 | 10,7 | 6,8  | 6,4      | 14,2     | 24,9     | 16,2     | 15,4 |
| T. media (°C)       | 2,5  | 4,0  | 6,1  | 9,7  | 14,4 | 18,2 | 21,0 | 20,8 | 17,5 | 12,4 | 7,6  | 3,9  | 3,5      | 10,1     | 20,0     | 12,5     | 11,5 |
| T. min. media (°C)  | −0,2 | 0,9  | 2,6  | 5,7  | 9,8  | 13,5 | 15,9 | 15,9 | 13,1 | 8,8  | 4,6  | 1,1  | 0,6      | 6,0      | 15,1     | 8,8      | 7,6  |
| Precipitazioni (mm) | 54   | 57   | 66   | 71   | 69   | 58   | 52   | 60   | 77   | 84   | 96   | 74   | 185      | 206      | 170      | 257      | 818  |

### Territorio

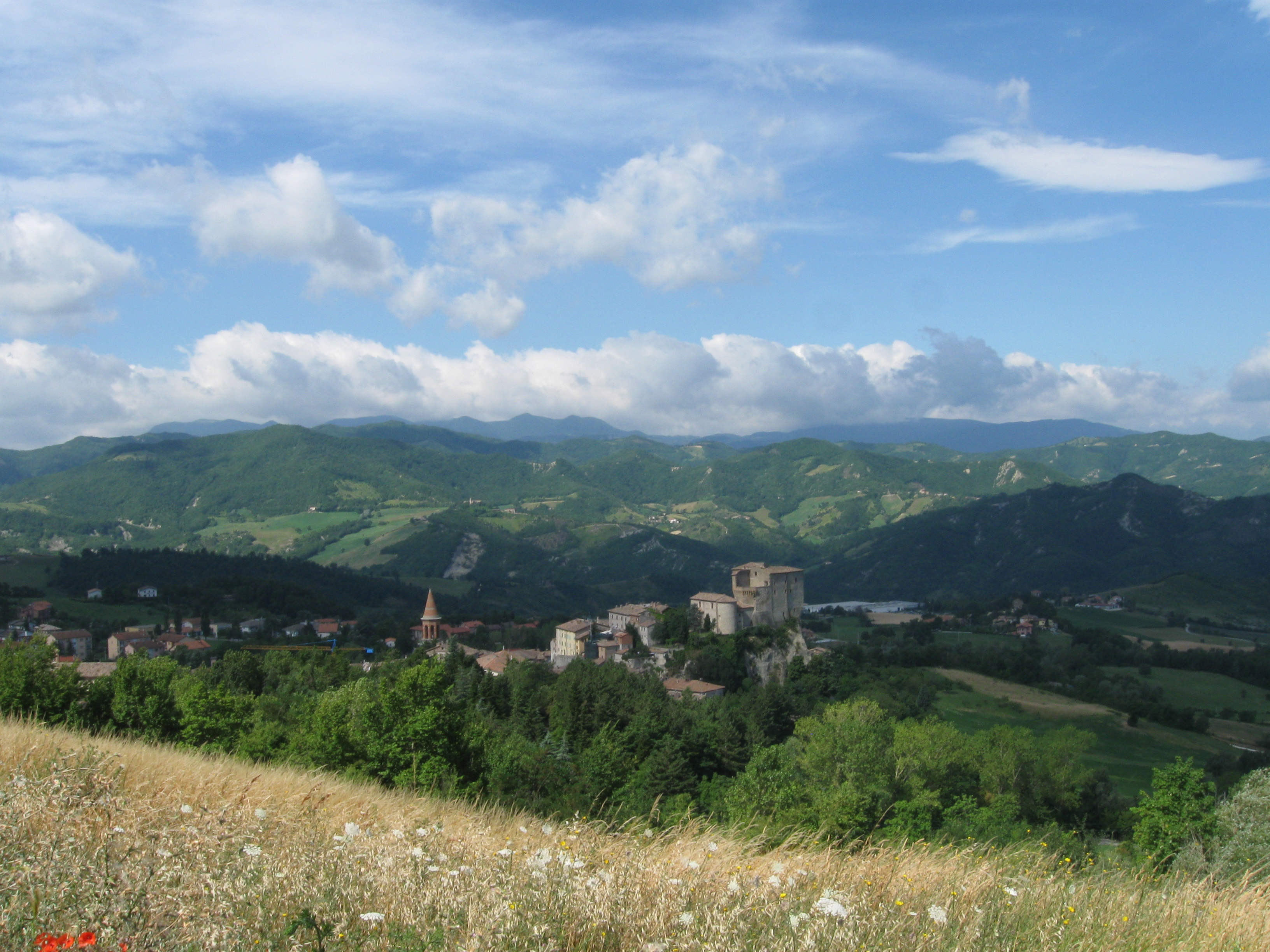
Una veduta del paese dalle pendici del monte Ercole

Il territorio comunale ha un'estensione di 79,30 km²; include le frazioni Badia Mont'Ercole, Caioletto, Casalecchio, Maiano, Palazzo, Pereto, Petrella Guidi, Rocca Pratiffi, Sapigno, San Donato, Ugrigno e altre. Per estensione è il secondo comune della provincia di Rimini (dopo il capoluogo) e il primo della Comunità montana Alta Valmarecchia.
Il capoluogo si trova a 607 metri di altitudine ed è ricompreso nel bacino idrografico del fiume Savio, appena a nord-ovest del crinale.
Il terreno santagatese è geologicamente formato in prevalenza da un complesso caotico prevalentemente argilloso, noto come "argilla scagliosa" (c), e da "marne argillose grigiastre, bianco-sabbiose nella parte più bassa, talvolta con intercalazioni di molasse" (Ms2).
La frazione di Petrella Guidi sorge su una "concrezione limonitico-sideritica manganisfere" (cfs) immersa nel complesso caotico, mentre i centri abitati di Sapigno e Maiano sorgono in zona Mg2 ("gessi sottilmente stratificati, microcristallini con intercalazioni marnoso-argillose bluastre"), in un'area circondata dalle summenzionate marne argillose caratteristiche del complesso tosco-emiliano. Monte Ercole (933 m) è formato in parte da terreni classificati come as, "arenarie quarzoso-feldspatiche tipo macigno ma in genere più grossolane". Complessivamente, gran parte del terreno santagatese è soggetto a frane.
- Classificazione sismica: zona 2 (sismicità media).[9]

#### Idrografia
A occidente il Rio Maggio segna il confine comunale con Sarsina, mentre ad oriente il Marecchia disegna alcuni chilometri di confine con il comune di Pennabilli.
Il territorio comunale è attraversato da due affluenti del Rio Maggio: uno è il Marecchiola, che nel suo corso di una decina di chilometri raccoglie le acque di altri torrenti a carattere stagionale, tra i quali i più lunghi sono il fosso delle Piagge, che nasce presso San Donato a circa 450 m, il fosso del Fossatone, che ha origine presso il cimitero comunale a circa 510 m, ed i fossi della Serva, Cerafosso, dei Carrocchi e dei Ronchi. L'altro è il Fanante, che partendo dai pressi di Ugrigno a quota 400m circa arriva al Rio Maggio delimitando una parte dei confini settentrionali con Novafeltria.
Il fosso della Rocca, corso d'acqua che incomincia presso Pereto a circa 605 m, sfocia nel Marecchia a quota 351 m: il fosso delle Avezzane, che prende forma anch'esso presso Pereto a 653 m, invece si trova a sfociare nel fosso del Senatello fino a Cicognaia, delimitando il confine con l'exclave toscana di Badia Tedalda a quota 415m prima che questi si getti nel Marecchia.

#### Orografia
La cima più alta del territorio è monte Pian di Rote (961 m), seguito da monte Ercole m 933, monte Benedetto (882 m), monte Zuccola (868 m) e Caioletto (862 m) Il santuario della Madonna del Soccorso è a 771 m,, mentre il centro storico cittadino si trova sui 607m (la pineta pubblica invece è a 564m mentre la chiesa ed il convento di San Girolamo sono a quota 591). Per quanto riguarda la frazioni, Ugrigno è a 533 m, Sapigno a 498m, Pietrabassa a 417m, Pereto a 675m, Palazzo a 780 m, Maiano a 580m.

## Storia
Antico possedimento della Chiesa, ebbe come feudatari i Montefeltro, i Malatesta e i Tarlati. Fu quindi riconquistato allo Stato Pontificio dal cardinale Egidio Albornoz. Riconosciuto al rettore della Massa Trabaria e dal 1420 al 1463 ai Malatesta, fu ceduto da Pio II in dominio ai Montefeltro, che poi lo donarono ai Fregoso, che lo tennero fino all'estinzione del casato (1660). 
Nell'Italia unita il comune di Sant'Agata Feltria è appartenuto alle Marche (provincia di Pesaro e Urbino) fino al 15 agosto 2009, quando ne è stato distaccato congiuntamente ad altri sei comuni dell'Alta Valmarecchia in attuazione dell'esito di un referendum svolto il 17 e 18 dicembre 2006.
Sant'Agata Feltria ha alcuni legami storico-culturali con Genova sin dal XV secolo, quando il santagatese Ranieri De Maschi venne inviato a Genova dove fu vicario generale del doge. Nel 1470, inoltre, il Duca di Urbino Federico da Montefeltro concesse in sposa la figlia Gentile ad Agostino Fregoso, figlio del doge genovese Ludovico, assegnandole in dote la contea di Sant'Agata Feltria. Il figlio di Gentile e di Agostino fu poi eletto doge di Genova. Infine, Angelo Mariani, cui è intitolato il teatro della cittadina, partì da Sant’Agata Feltria nel 1854 per dirigere il Carlo Felice di Genova.

## Monumenti e luoghi d'interesse

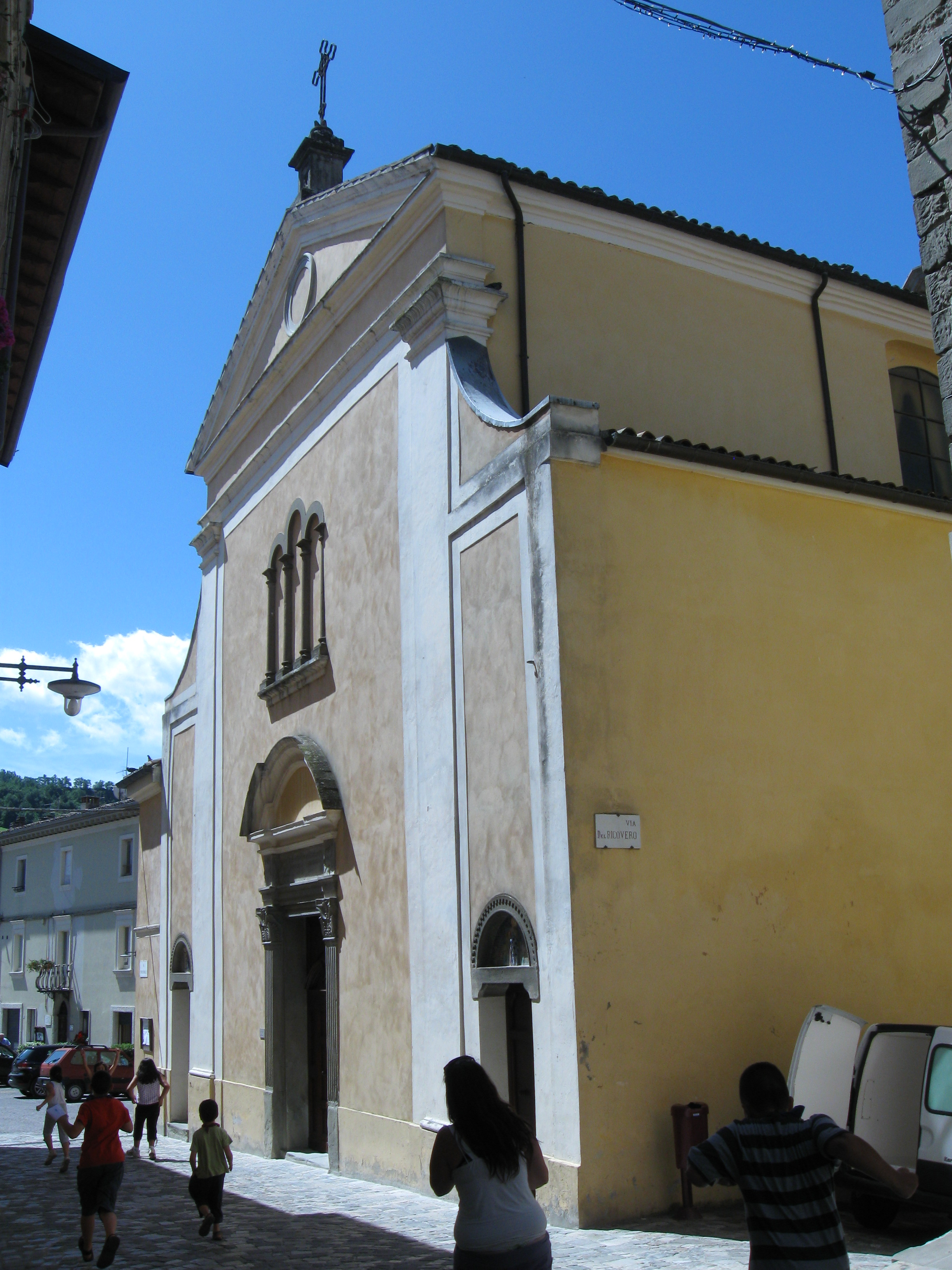
La facciata della collegiata di Sant'Agata.

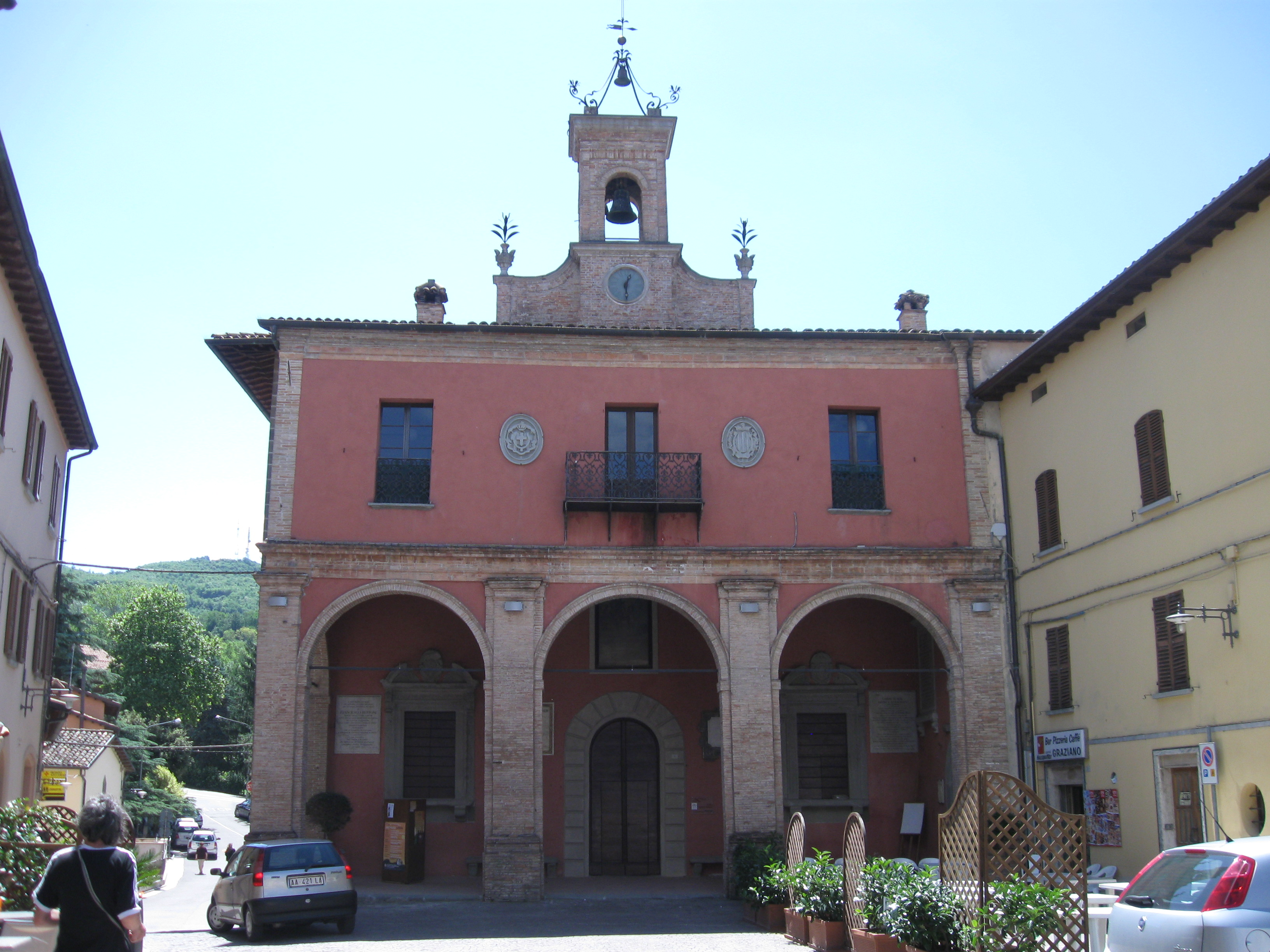
Palazzo Fregoso.

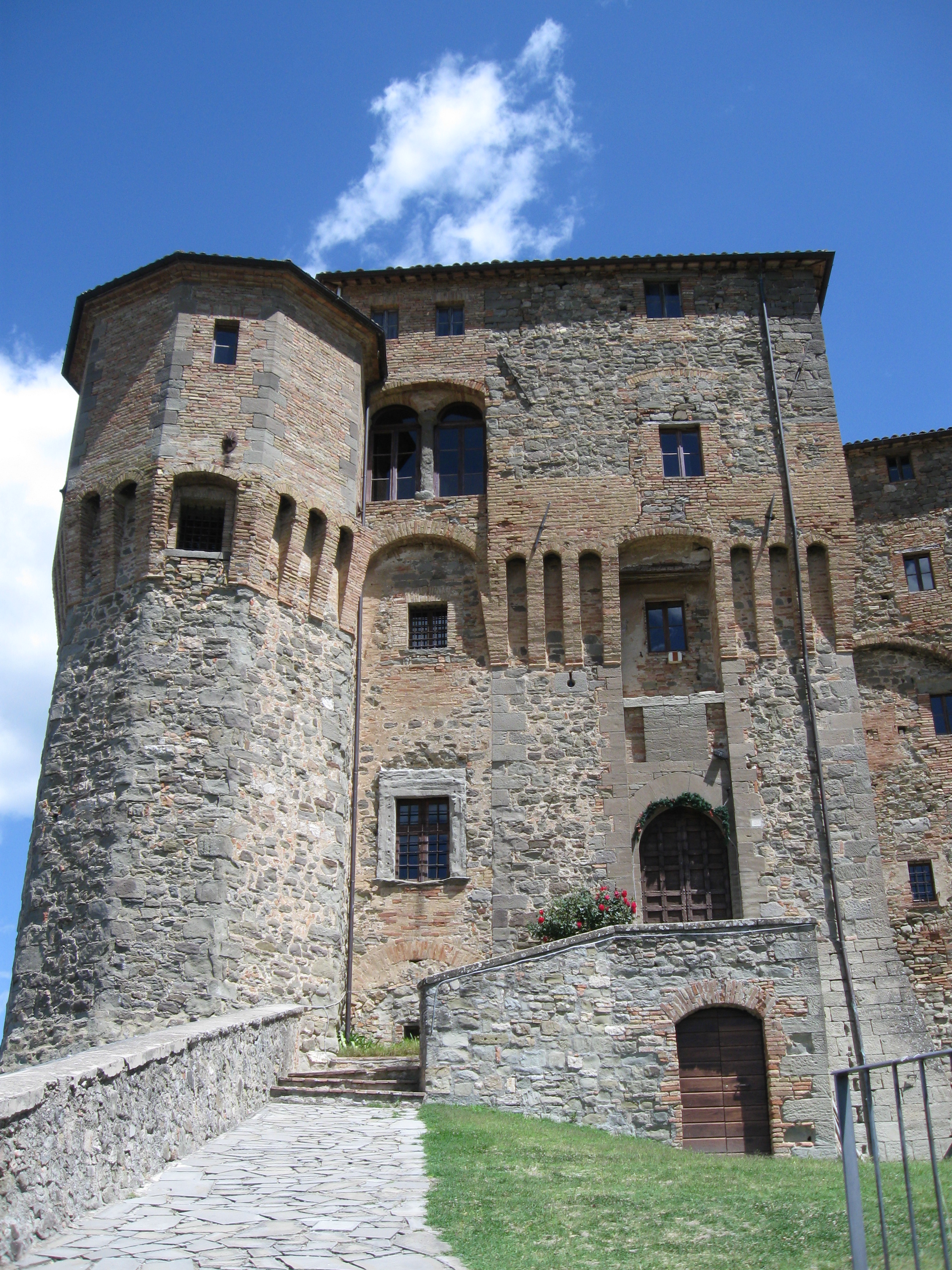
Rocca Fregoso: l'ingresso.

### Architetture religiose
- Collegiata di Sant'Agata. La collegiata è sorta nel X secolo per volere di Raniero Cavalca dei conti di Bertinoro feudatario di Sant'Agata sul sito di un antico oratorio cristiano,[14] secondo una leggenda popolare abitato dalla stessa sant'Agata. Un nuovo volto venne dato alla chiesa nel 1520 per volere del feudatario Ottaviano Fregoso, ma l'aspetto attuale deriva dai restauri tardo barocchi del 1776.[14] L'interno è a tre navate con sei altari laterali: tra le opere d'arte di qualche pregio conservate nella collegiata, la pala d'altare raffigurante Maria, il Bambino Gesù, sant'Antonio di Padova, san Lorenzo e sant'Agata, un "Cristo Redentore" della seconda metà del Seicento ed un crocifisso ligneo di scuola gotica lombarda.[14] Sotto la chiesa si trova una cripta ottagonale (già detta "scurolo") dell'VIII secolo.[14] Accanto alla chiesa si eleva il caratteristico campanile rotondo a cuspide alto 35 metri con cella campanaria ottagonale (vagamente ispirato ai "torricini" del Palazzo Ducale di Urbino)[senza fonte] costruito nel 1885 dall'architetto locale Santi Botticelli in sostituzione del precedente campanile romanico crollato nel 1865.[14]
- Chiesa di San Francesco della Rosa. La chiesa, che sorge accanto alla rocca Fregoso, si riallaccia ad una visita di san Francesco d'Assisi a Sant'Agata durante un suo viaggio a Bologna, ed alla presenza antica di frati francescani nel territorio agatense, in località Cella Fausti.[14] A causa della rovina di questo convento, nel 1781 la Comunità assegnò ai francescani come residenza la rocca, che rimase tale fino al 1820:[14] essi edificarono la chiesa, ad una navata, con una sobria facciata di mattoni, reimpiegando materiali dell'antico convento abbandonato come un'acquasantiera del 1532.[14]
- Chiesa e convento di San Girolamo. La chiesa venne costruita nel 1560 dai Fregoso sotto l'intitolazione della Madonna delle Grazie ed il convento fu abitato dai padri girolamini solo dopo il 1604:[14] la chiesa venne intitolata a san Girolamo solo nel 1610, anno in cui venne commissionata la "Pala del Santo" per l'altare maggiore a Pietro da Cortona. L'interno è ad una navata, mentre all'esterno il campanile ha subito rimaneggiamenti nel 1875 da parte dell'architetto Santi Botticelli.[14]

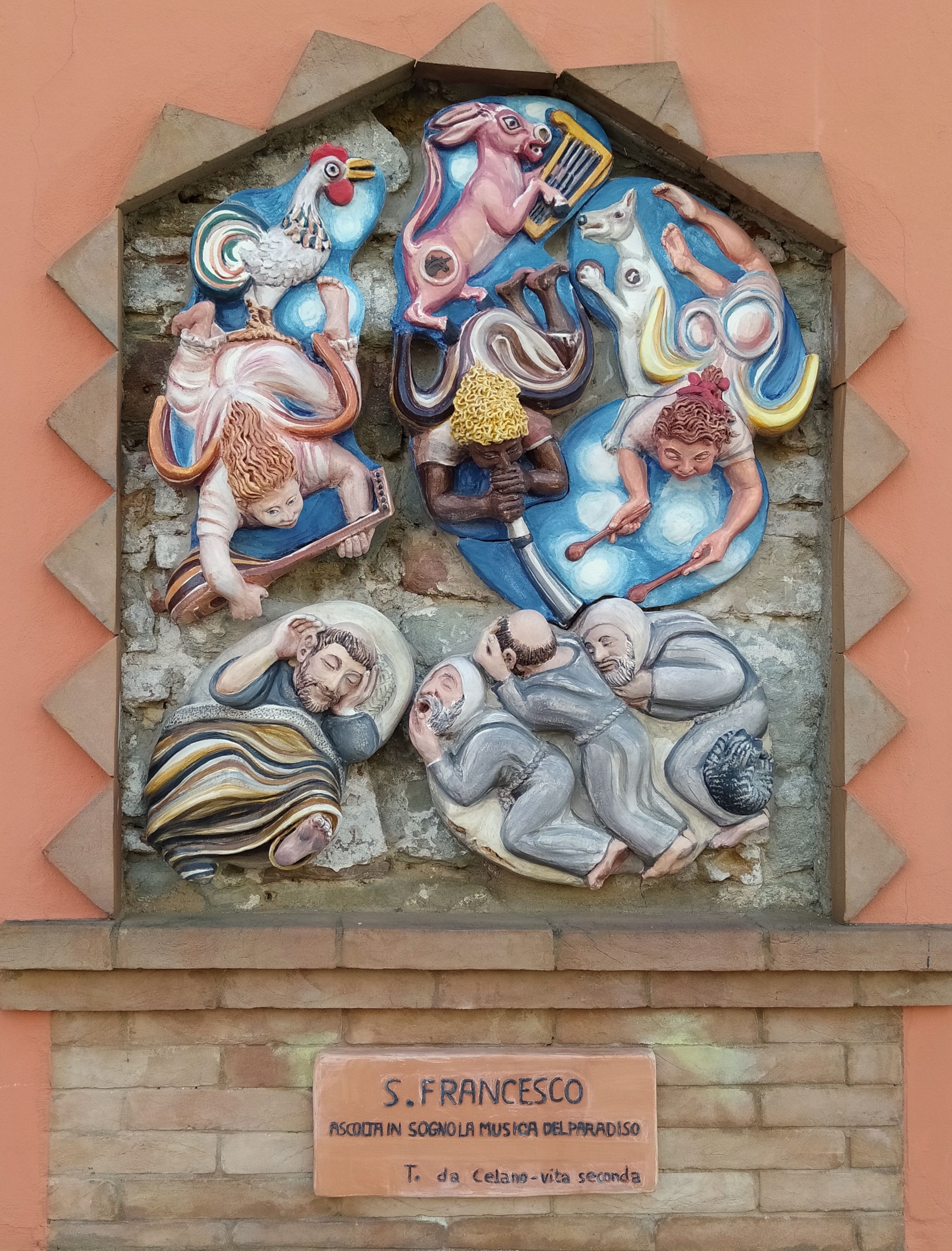
Bassorilievo presso il Convento dei Cappuccini di Sant'Agata Feltria

- Chiesa e convento dei Cappuccini. Bassorilievo presso il Convento dei Cappuccini di Sant'Agata Feltria Il convento venne fondato nel 1575 per volere di Lucrezia Vitelli Fregoso, e affidato ai frati minori cappuccini sotto l'intitolazione di sant'Antonio di Padova.[14] Nello spoglio interno a una navata è conservata una "Immacolata" del pittore locale Angelo Angeloni di Pennabilli datata 1786,[14] che secondo la tradizione mosse gli occhi in alcune occasioni tra il 1796 e il 1850[14][15]: per questo oggi la chiesa è nota anche come santuario della Madonna dei Cappuccini. L'attuale facciata è stata realizzata nel 1990 nel rispetto della sobrietà dell'architettura cappuccina.[14]
- Chiesa e convento delle Clarisse. Il convento delle monache clarisse di stretta osservanza si trasferì nella sede attuale solo dopo la distruzione del vecchio convento in seguito ad una frana nel 1561:[14] la comunità religiosa non abbandonò mai Sant'Agata, tranne che nel periodo di soppressione napoleonica e tra il 1866 ed i primi anni del Novecento: oggi la chiesa è stata ricostruita dopo un devastante incendio avvenuto nel 1951, che ha distrutto un affresco di scuola giottesca.[14]
- Santuario della Madonna del Soccorso. Il santuario venne costruito nel 1520 lungo l'antica strada per Perticara e Rimini, nel luogo di una leggendaria vittoria dei santagatesi contro un esercito invasore, evento che ha dato la denominazione al luogo di culto.[14] L'interno ad una navata si presenta con caratteri romanici.[14]

### Architetture civili
- Palazzo Fregoso. Costruito nel 1605 da Orazio Fregoso come sede delle magistrature locali,[16] chiude piazza Giuseppe Garibaldi.
- Teatro "Angelo Mariani". Situato all'interno di palazzo Fregoso, fu costruito tra il 1723 ed il 1743-1753 dall'architetto Giovanni Vannucci.[16]  Dal 1986 è di proprietà del Comune, che lo ha ristrutturato tra il 1994 e il 2002.[16] [17]

### Architetture militari

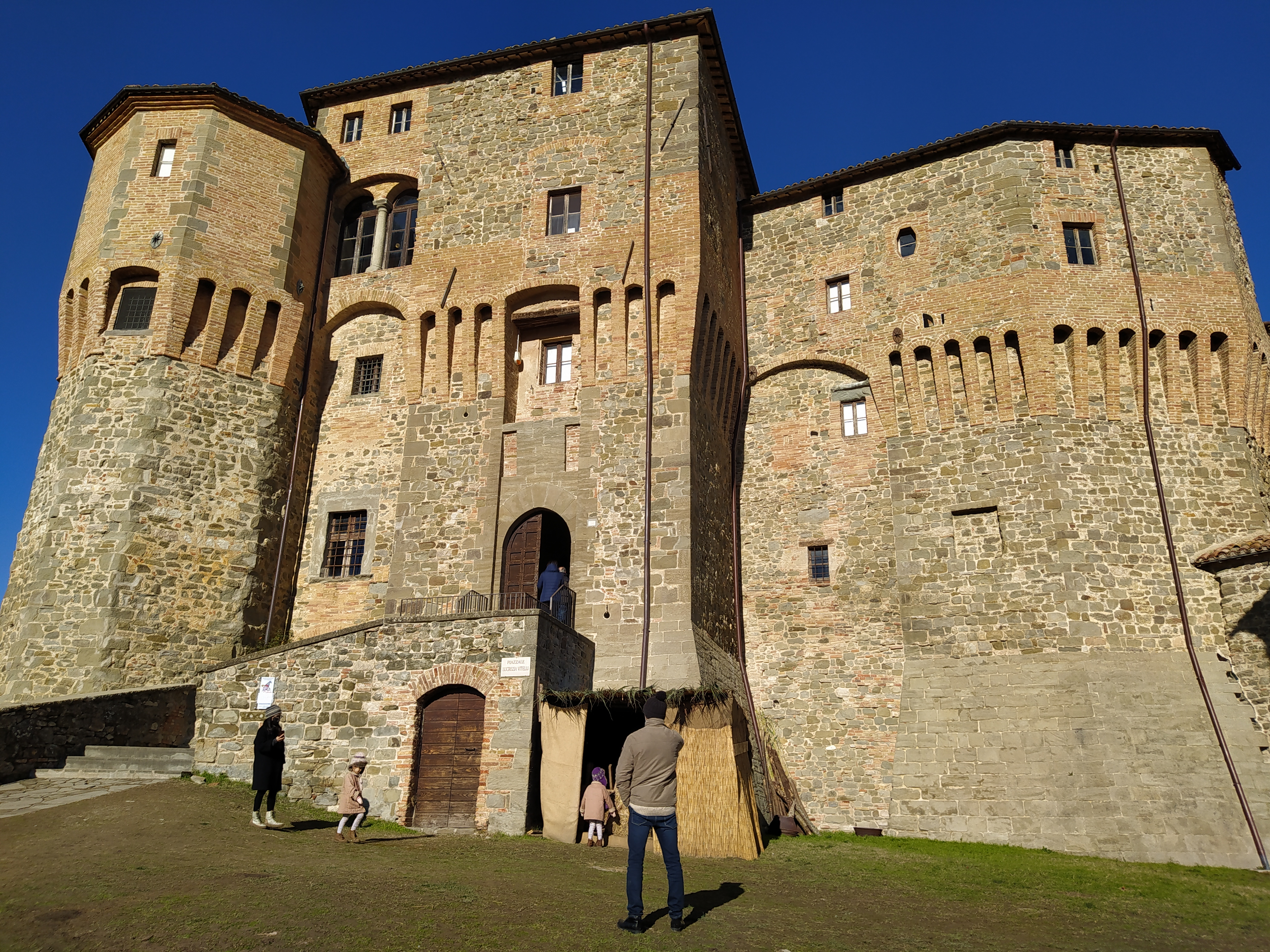
Rocca Fregoso - Vista completa

- Rocca Fregoso. Simbolo del paese, la rocca è aggrappata alla "pietra arenaria"[18].

Il primo nucleo della rocca risale al XII secolo, ed è costituito dalla torre poligonale "di Simonetto Fregoso". Successive espansioni quattrocentesche furono commissionate da Federico da Montefeltro, probabilmente con la partecipazione dell'architetto Francesco di Giorgio Martini.

In seguito la rocca venne adattata a residenza dei Fregoso ed abbellita con ornamenti e affreschi, come quelli cinquecenteschi della cappella esagonale.
Dal 1781 al 1820 la rocca ha ospitato i frati francescani, prima di venire abbandonata del tutto. 
Il mastio è crollato nel 1835, ed urgenti interventi di consolidamento dell'arenaria su cui poggiano le fondazioni vennero eseguiti nel 1877: nel 1961 si è distaccato un masso di arenaria che ha lasciato in bilico sul precipizio l'angolo a nord dell'edificio. Dal 1974 ospita un museo permanente.

### Altro

#### Fontane

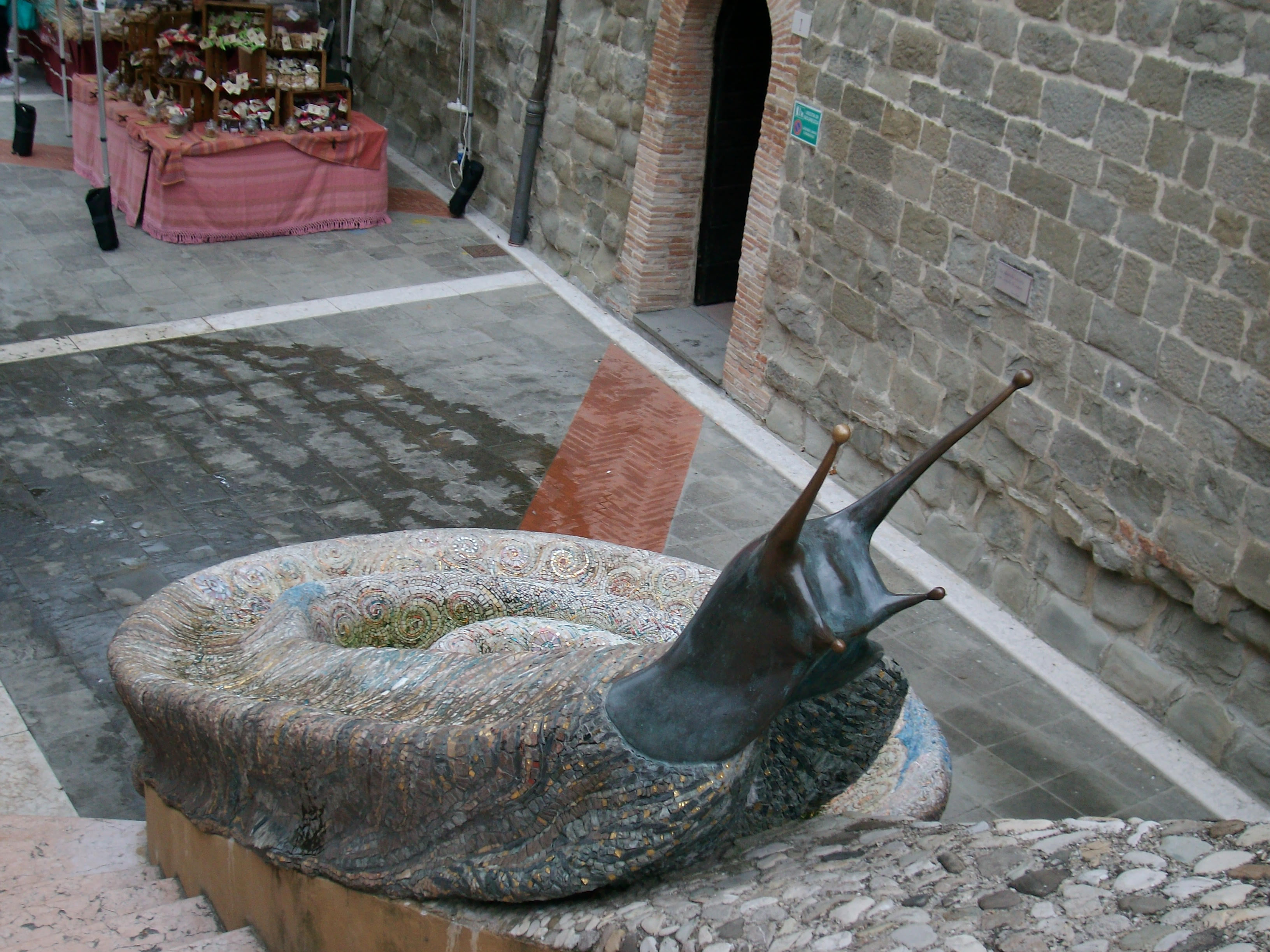
La caratteristica Fontana della lumaca

All'interno del centro storico si snoda il "percorso delle fontane", un itinerario attraverso le vie del paese alla ricerca di tre fontane opera del mosaicista ravennate Marco Bravura
- Fontana della Lumaca. Nata da un'idea del poeta Tonino Guerra è posizionata in piazzale Martiri d'Ungheria.
- La Luna nel Pozzo, collocata in piazza Fabbri.
- Le Impronte della Memoria, nel luogo dell'antico abbeveratoio per i cavalli all'ingresso del paese, in piazza Padre Agostino da Montefeltro.

### Riconoscimenti
Il comune di Sant'Agata Feltria è stato insignito della bandiera arancione del Touring Club Italiano, con la seguente motivazione:
La località si distingue per il valore, la varietà e la fruibilità degli attrattori storico-culturali e per il contesto naturalistico di pregio. Buona è la promozione dei prodotti tipici e degli eventi e funzionale è l’area camper nei pressi del centro storico, che è tipico, ben conservato e omogeneo.

## Società
Abitanti censiti

### Etnie e minoranze straniere
Secondo i dati ISTAT al 31 dicembre 2020 gli stranieri residenti a Sant'Agata Feltria erano 114. La nazionalità maggiormente rappresentata era quella rumena con 40 cittadini residenti.

### Lingue e dialetti

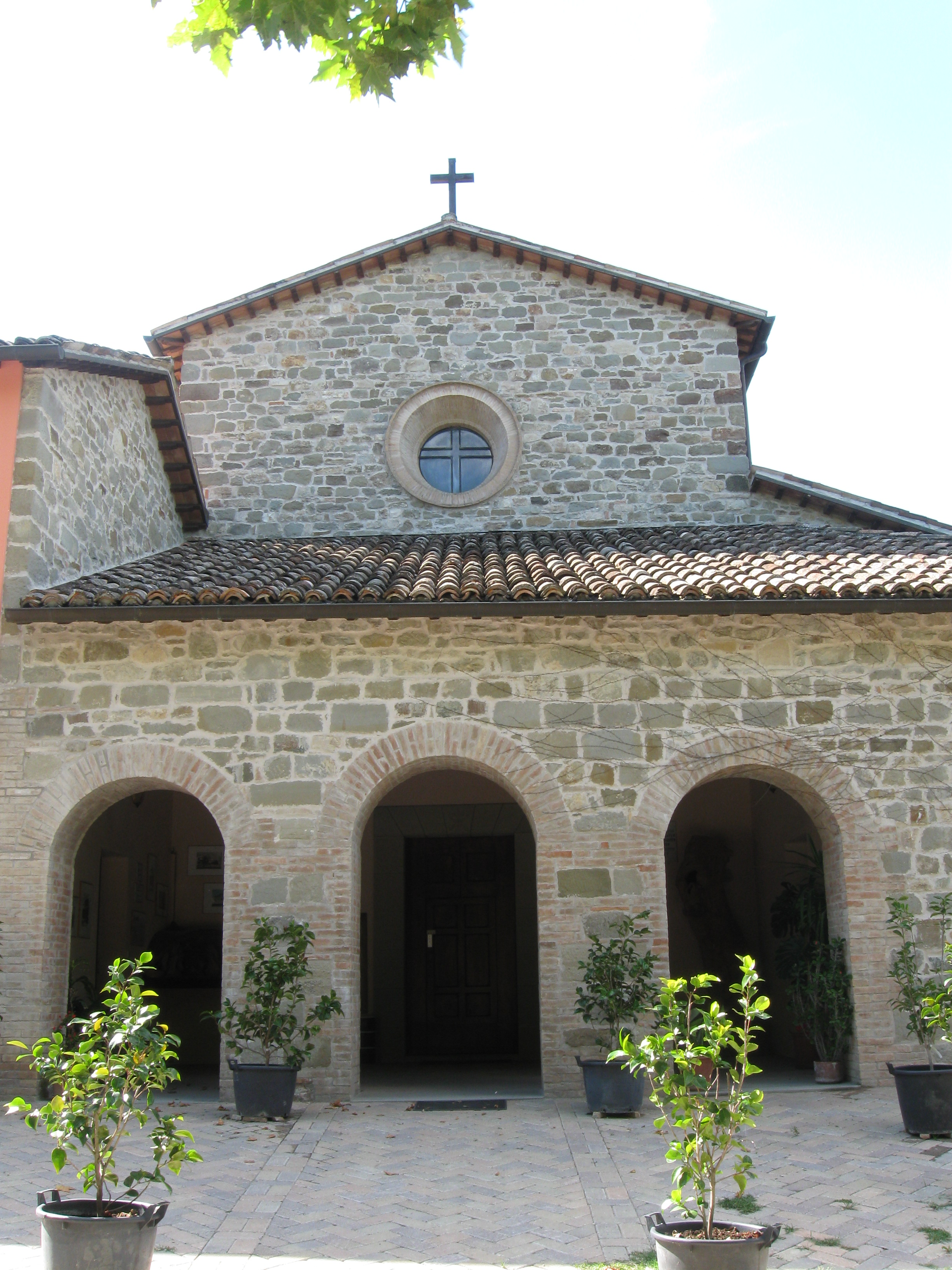
Il santuario della Madonna dei Cappuccini.

La parlata locale è un dialetto della lingua romagnola: fenomeni caratteristici sono la caduta totale delle vocali atone e la riduzione di parole trisillabe o quadrisillabe in bisillabi.

### Religione
La grande maggioranza della popolazione che professa una religione è cristiana cattolica: territorialmente, il comune è parte della diocesi di San Marino-Montefeltro, vicarìa di Valmarecchia.
A Sant'Agata sono presenti tre istituti religiosi, due femminili ed uno maschile: il convento dei frati minori cappuccini, quello delle monache clarisse di stretta osservanza e quello delle suore dorotee.

## Cultura

### Istruzione

#### Biblioteche
È presente una Biblioteca a palazzo Grazioli

#### Archivi
L'archivio storico del teatro Angelo Mariani presenta documenti in precario stato di conservazione dal 1743 al 1920. Un altro archivio storico, dotato anche di manoscritti antichi, esiste presso il convento delle monache clarisse di stretta osservanza.

#### Scuole
La città è dotata di scuola dell'infanzia, scuola primaria e scuola secondaria di primo grado pubbliche situate presso il plesso di via Buffoni: una scuola dell'infanzia anch'essa pubblica è situata anche nella frazione di Romagnano.

#### Musei
Dopo diversi anni di chiusura e a seguito di importanti interventi di ristrutturazione, il museo di Rocca Fregoso ospiterà quattro "stanze" dedicate alla fiaba, ambienti in cui si svilupperanno quattro tematiche principali, la prima già realizzata, le altre da sviluppare negli anni a venire, popolate di libri, video, estratti, animazioni a tema che dovranno informare, per  un approccio fondato sullo stupore infantile.
Il Museo delle arti rurali è ospitato presso il convento di san Girolamo che è stato adibito a sede museale nel 2005 dopo un intervento di restauro e  adeguamento degli spazi. Nato grazie all'iniziativa di un gruppo di santagatesi desiderosi di riscoprire le proprie origini, il Museo delle arti rurali si compone di due sezioni: la sezione di arte sacra, che riunisce le suppellettili e i paramenti, di notevole pregio artistico, provenienti dalla chiesa e dal convento di San Girolamo, e la sezione di arte rurale, che ha finalità sociali e rieducative e si propone di rinnovare l'insegnamento di padre Marella, il quale negli anni 1950-1970 raccolse nell'ex convento orfani, disabili e diseredati, insegnando loro l'arte contadina. Accanto all'esposizione di manufatti realizzati dall'artigianato contadino locale, il museo accoglie infatti sale-laboratorio dove tutti coloro che sono interessati, e in particolare ragazzi portatori di handicap, acquisiscono abilità manuali e apprendono gli antichi mestieri rurali trasmessi dagli anziani del luogo. Sono oggetto di insegnamento le attività di ebanisteria, per il recupero dei mobili d'arte povera, di tessitura, effettuata con telai e altri strumenti appartenenti alla tradizione, di decorazione e stamperia mediante l'uso di stampi lignei e di colori naturali. È inoltre possibile apprendere le arti della lavorazione dei cesti, del vasellame e del ferro battuto. Nel museo è sito anche un archivio-biblioteca al quale fa capo una scuola interna di rilegatoria e di fabbricazione della carta con prodotti naturali.
Dal 2013, in una decina di sale al primo piano di Palazzo Fregoso è allestito il museo archeologico di Sant'Agata Feltria dedicato ai ritrovamenti dell'Università degli studi di Urbino.
L'Ecomuseo del tartufo è stato inaugurato nel 2021 ed ha sede nell'ex mattatoio comunale.
Il Parco museo minerario delle miniere di zolfo delle Marche e dell'Emilia Romagna ricade in parte sul territorio comunale.

### Media

#### Stampa
Organo di stampa locale è La Rocca, fondato nel 2001.

### Eventi
- Fiera Nazionale del Tartufo Bianco Pregiato.[30] La fiera si celebra ogni anno nelle quattro domeniche di ottobre dal 1988 per promuovere il tartufo,[31] e formaggio di fossa[32].

## Amministrazione
Di seguito è presentata una tabella relativa alle amministrazioni che si sono succedute in questo comune.
| Periodo        | Periodo        | Primo cittadino     | Partito                                     | Carica      | Note     |
| -------------- | -------------- | ------------------- | ------------------------------------------- | ----------- | -------- |
| 17 luglio 1985 | 24 giugno 1990 | Alfredo Polidori    | lista civica                                | Sindaco     | [ 33 ]   |
| 24 giugno 1990 | 24 aprile 1995 | Franco Vicini       | Partito Repubblicano Italiano               | Sindaco     | [ 33 ]   |
| 24 aprile 1995 | 14 giugno 1999 | Giuseppe Gabrielli  | Partito Popolare Italiano                   | Sindaco     | [ 33 ]   |
| 14 giugno 1999 | 14 giugno 2004 | Goffredo Polidori   | centro                                      | Sindaco     | [ 33 ]   |
| 14 giugno 2004 | 8 giugno 2009  | Goffredo Polidori   | lista civica                                | Sindaco     | [ 33 ]   |
| 8 giugno 2009  | 26 maggio 2014 | Guglielmino Cerbara | lista civica                                | Sindaco     | [ 33 ]   |
| 26 maggio 2014 | 2 agosto 2021  | Guglielmino Cerbara | lista civica Uniti per Sant'agata feltria   | Sindaco     | deceduto |
| 2 agosto 2021  | 12 giugno 2022 | Franco Vicini       | lista civica Uniti per Sant'agata feltria   | Vicesindaco |          |
| 13 giugno 2022 | in carica      | Goffredo Polidori   | lista civica Insieme per Sant'agata feltria | Sindaco     |          |

## Sport

### Calcio
La società calcistica comunale è la Santagatese Calcio, fondata nel 1991: i colori sociali sono il giallo ed il rosso, la squadra gioca attualmente in Terza categoria.

### Impianti sportivi
- Campo Comunale.[36]
- Circolo del Tennis.[36]